# جان هارتلی (تنیس‌باز)
 جان هارتلی (انگلیسی: John Hartley؛ زاده ۹ ژانویهٔ ۱۸۴۹ درگذشته ۲۱ اوت ۱۹۳۵ (۸۶ سال)) یک تنیس‌باز اهل بریتانیا بود.